# Ержино
Ержино — село в Чернском районе Тульской области России.
В рамках административно-территориального устройства является центром Ержинской сельской администрации Чернского района, в рамках организации местного самоуправления входит в Липицкое сельское поселение.

## География
Расположено в 107 км к юго-западу от областного центра и в 14 км к югу от райцентра, пгт Чернь.

## Население
| 2002 | 2010 |
| ---- | ---- |
| 274  | ↘254 |

Население — 254 чел. (2010).